# Le Garçon sauvage
Pour plus de détails, voir Fiche technique et Distribution.
Le Garçon sauvage est un film français réalisé par Jean Delannoy, sorti en 1951.

## Synopsis
Marie, une prostituée de Marseille, rend visite, très émue, à son fils Simon qu’elle n’a pas vu depuis longtemps et dont elle a confié la garde à Gilles, un berger de la campagne provençale. Simon, âgé à présent d’une douzaine d’années, idéalise sa mère dont il ignore la profession. Marie, jugeant qu’elle est à présent suffisamment bien installée pour prendre son enfant en charge, le ramène avec elle. Mais après l’euphorie des premiers jours, Simon ne tarde pas à découvrir les activités de sa mère et à déchanter d’autant plus qu’elle s’est amourachée de Paul, un individu douteux et pleutre que Simon se met à détester, ce qui crée des dissensions entre la mère aveuglée par l’amour et le fils, clairvoyant. Afin d’échapper au milieu délétère familial, Simon, attiré par la mer, se met à fréquenter le port et sympathise avec François, un capitaine de marine marchande… Celui-ci, discernant le malaise et l’isolement du gamin, l’embauche comme mousse pendant que Marie va être entraînée au cœur d’un drame à cause de Paul, fourvoyé dans une sordide affaire de faux billets.

## Fiche technique
- Titre original : Le Garçon sauvage
- Réalisation : Jean Delannoy
- Scénario : Jean Delannoy et Henri Jeanson, d'après le roman éponyme d'Édouard Peisson, Le Garçon sauvage, Éditions Fayard, 1950 ; adaptation : Jean Delannoy ; dialogues : Henri Jeanson
- Photographie : Robert Lefebvre
- Décors : René Renoux
- Costumes : Marcel Escoffier
- Son : Tony Leenhardt
- Musique : Paul Misraki
- Montage : James Cuenet
- Assistants réalisateur : Pierre Zimmer, Gérard Ducaux-Rupp
- Scripte : Claude Vériat
- Production : Joseph Bercholz
- Directrice de production : Ludmilla Goulian
- Photographe de plateau : Roger Forster
- Société de production : Les Films Gibé (France)
- Sociétés de distribution : Pathé Consortium Cinéma (France), Les Acacias (France), Tamasa Distribution (France), StudioCanal (étranger)
- Pays de production :  France
- Langue originale : français
- Format : Noir et blanc - 35 mm - 1,37:1 - Mono
- Genre : drame
- Durée : 118 minutes
- Date de sortie : 
  - France : 26 septembre 1951
- (fr) Classification CNC : tous publics (visa d'exploitation no 11027 délivré le 6 août 1951)

## Distribution
- Pierre-Michel Beck : Simon, le « garçon sauvage »
- Madeleine Robinson : Marie, la mère de Simon
- Franck Villard : Paul, dont Marie s'est entichée
- Edmond Beauchamp : Gilles, le berger
- Henri Vilbert : François, le capitaine
- René Génin : le premier client de Marie
- Henri Arius : Victor, le patron du café
- Fernand Sardou : l'inspecteur de police
- Dora Doll : une des « amies » de Paul
- Nicolas Amato : le complice
- Fransined : le coiffeur
- Albert Duvaleix : le monsieur du taxi
- Raphaël Patorni : Luccioni, le corse
- Georges Douking : le conducteur de la charrette
- Jenny Hélia : une femme
- Raymond Meunier : un matelot
- Janine Miller : Anny Flynn, la chanteuse
- Jerry Mengo et son orchestre
- Mireille Ozy
- Jacques Josselin
- Gaston Rey
- Géo Beuf
- Jean-Jacques Lecot
- Géo Dorlys
- Pierre Salas
- Charblay
- Émile Morel

## Distinction et récompense
- Victoire du cinéma français 1952 : Victoire de la meilleure actrice à Madeleine Robinson.

## Production

### Attribution des rôles
- Madeleine Robinson[1] : « Moi, qui ne tournais bien souvent que des films médiocres, et qui lisais ou entendais sans cesse : « Mais quand donc un metteur en scène de qualité lui proposera-t-il un vrai beau film avec un vrai beau rôle ? » j'obtins enfin les deux en tournant Le Garçon sauvage, mis en scène par Jean Delannoy. J'ai, dans ce film, accumulé les prix et les honneurs… et je n'ai plus fait de cinéma, en tout cas, beaucoup moins. La façon dont je fus engagée dans ce film vaut la peine d'être contée. J'avais tourné un an plus tôt Dieu a besoin des hommes du même Jean Delannoy. […] Il me glisse, sans le moindre commentaire :
— Lisez Le Garçon sauvage, Madeleine.
Un an plus tard, la voix d'Henri Jeanson au téléphone :
— Avez-vous lu Le Garçon sauvage comme vous l'avait conseillé Delannoy ?... Oui ? Donc, vous voyez le rôle : une putain en exercice à Marseille. Ce sera vous, je vous en fiche mon billet, mais il est coriace notre producteur. Alors, venez aussi vite que vous pouvez, chez le producteur en question, on vous attend. Mais n'oubliez pas : une putain, vous m'avez compris, je vous connais.
Oui, j'avais compris que certains producteurs, s'ils cherchent une blonde et voient une brune, oublient que la décoloration ça existe. En un quart d'heure, je me coupai une mèche sur le front, mis mes bas les plus fins, les talons les plus hauts, le rouge à lèvres le plus violent, une couche de rimmel impressionnante et arrivai au rendez-vous trois quarts d'heure plus tard. Je m'assis nonchalamment sur l'accoudoir du canapé du bureau du producteur, relevai ma jupe, croisai les jambes et sortis un long fume-cigarette de mon sac en croco. Il fut très surpris ce producteur qui avait assuré à Delannoy et Jeanson que j'étais trop vieille et trop laide pour ne m'avoir vue que dans La Grande Maguet, film dans lequel à vingt-sept ans je composais le personnage d'une vieille bonne de campagne de soixante ans. Une demi-heure plus tard, je signais un compromis (des fois que je lui échapperais), en attendant la rédaction du contrat. Grâce à ce merveilleux film, ma cote chuta aussitôt. »

### Tournage
- Extérieurs : Marseille (Bouches-du-Rhône) et PACA

### Chanson
- Un grand amour, paroles de François Jacques et musique de Jerry Mengo[2].